# Światowy Dzień Wiatru
Światowy Dzień Wiatru (ang. Global Wind Day) – wydarzenie o zasięgu światowym, odbywające się co roku w dniu 15 czerwca. 
Jest ono organizowane przez EWEA (European Wind Energy Association) i GWEC (Global Wind Energy Council) oraz organizacje krajowe. Jest to dzień, w którym promowana jest energia wiatru poprzez przekazywanie informacji o energii wiatrowej, jej potencjale, globalnym rozwoju i możliwościach zastępowania nieodnawialnych źródeł energii. We współpracy z EWEA i GWEC, krajowe stowarzyszenia energii wiatrowej (np. Polskie Stowarzyszenie Energetyki Wiatrowej czy Polska Izba Gospodarcza Energii Odnawialnej) oraz firmy zaangażowane w produkcję energii wiatrowej organizują wydarzenia w wielu krajach na całym świecie.
W 2011 roku wiatrowe imprezy zostały zorganizowane w 30 krajach, na 4 kontynentach. Wydarzenia podczas Dnia Wiatru to m.in. wizyty w lądowych i morskich farmach wiatrowych, kampanie informacyjne, ustawianie turbin demonstracyjnych w miastach, warsztaty wiatrowe i parady wiatrowe. Wiele imprez odbyło się w Światowym Dniu Wiatru (15 czerwca), ale były także wydarzenia przed i po nim. W 2012 było już 250 zdarzeń na całym świecie m.in. z bardzo popularnym konkursem fotograficznym.